# Paulina Przybysz
Paulina Anna Przybysz, conosciuta anche come Lil'Sista e Pinnawela (Varsavia, 12 settembre 1985), è una cantante polacca.

## Biografia
Paulina Przybysz è salita alla ribalta all'inizio degli anni 2000 come metà del duo musicale Sistars, che ha formato con la sua sorella maggiore Natalia. Insieme hanno pubblicato quattro album, prima di avviare le loro carriere da soliste a partire dal 2006.
L'album di debutto di Paulina, Soulahili, è stato pubblicato nel 2008 e ha raggiunto la 7ª posizione della classifica polacca. Il successo del disco le ha fruttato una candidatura ai premi Fryderyk, il maggior riconoscimento musicale polacco, per il migliore album R&B dell'anno, premio per cui è stata nuovamente in lizza nel 2012 per il suo secondo album Renesoul.

## Discografia

### Album
- 2008 – Soulahili
- 2011 – Renesoul
- 2017 – Chodź tu
- 2020 – Odwilż

### Singoli
- 2008 – My Man
- 2008 – Several Times
- 2008 – You Can Dance
- 2008 – Indiana
- 2011 – Przeczucie
- 2011 – Renesoul
- 2016 – Dzielne kobiety
- 2016 – Pirx
- 2018 – Drewno
- 2018 – Popadamy (con Katarzyna Nosowska)
- 2018 – Lulaj
- 2019 – Rybka (con Barbara Wrońska e Natalia Przybysz)
- 2019 – Senność
- 2020 – Zima
- 2020 – Minimalizm